# Гетьман Іван Мазепа (крейсер)

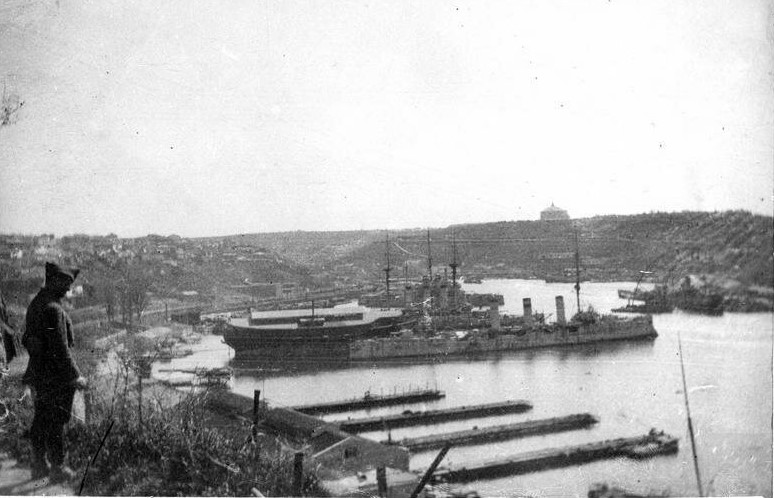

«Пам'ять Меркурія» («Кагул», «Гетьман Іван Мазепа», «Комінтерн») — корабель Чорноморського флоту, перший крейсер, що підняв Український прапор і визнав владу УНР. 1918 року входив до Чорноморського флоту Української Держави. У вересні 1918 року за наказом гетьмана Павла Скоропадського крейсер «Пам'ять Меркурія» перейменували на честь українського гетьмана Івана Мазепи.

## Будівництво
Бронепалубний крейсер «Кагул» було закладено 23 серпня 1901 року в Миколаєві, в рамках суднобудівельної програми на 1882–1902 рр. Відповідно до цієї програми передбачалось, що однотипні крейсери «Богатир» та «Олег» будуть побудовані для Балтійського, а «Кагул» й «Очаків» — для Чорноморського флоту. Ці крейсери, окрім самостійного крейсерування, мали змогу, в разі необхідності, супроводжувати ескадру, бути розвідниками та витримувати короткотермінові сутички з ворожими панцерниками. Це був новий тип універсальних легкоброньованих крейсерів. Вони вважались найкращими представниками класу середніх бронепалубних крейсерів початку ХХ століття. Корабель мав водотоннажність — 6746 т, довжину — 134 м, ширину — 16,6 м, осадку при нормальній водотоннажності — 6,3 м. При цьому дальність плавання економним 10-вузловим ходом становила близько 5000 миль (9260 км). Команда корабля складалась з 570 осіб (19 офіцерів, 12 кондукторів (помічників офіцерів) та 539 нижчих чинів). Крейсер першого рангу «Кагул» спустили на воду 20 травня 1902 року, став до ладу в 1905—1908 роках.

## Служба
23 березня 1907 року Наказом по Морському міністерству крейсер було перейменовано в «Пам'ять Меркурія» (на честь брига «Меркурій», що загинув під час російсько-турецької війни 1826—1828 років). А ім'я «Кагул» було передано «бунтівному» крейсеру «Очаків». В першій половині 1908 року, після довгих приймальних випробувань, корабель було зараховано до складу флоту. Відтоді він ходив Чорним морем під гвардійським Георгіївським прапором.

## У роки світової війни

Михайло Остроградський — командир крейсера «Пам'ять Меркурія»

28 липня 1914 року командиром крейсера «Пам'ять Меркурія», як одного з найдосвідченіших офіцерів Чорноморського флоту, було призначено Михайла Остроградського. З початком Першої світової війни крейсер «Пам'ять Меркурія» брав участь у бойових діях на Чорному морі. Протягом війни був одним з найактивніших бойових кораблів флоту, проводив операції проти ворожих комунікацій в районах Босфору, Варни, Констанци та Кавказького узбережжя.
У листопаді — грудні 1914 року «Пам'ять Меркурія» брав участь у всіх шести походах Чорноморської ескадри, а 18 грудня 1914 року брав участь в бою з лінійним крейсером «Гебен» біля мису Сарич.
Крейсер «Пам'ять Меркурія» був включений до другої тактичної групи кораблів ЧФ, на початку 1916 року брав участь у блокаді Вугільного району турецького узбережжя, а також в наступальній операції поблизу Трапезунда, прикривав висадку військ в районах Ризи-платана, та ін.
4 листопада 1916 року крейсер «Пам'ять Меркурія» спільно з есмінцем «Пронзительний» провели успішну набігову операцію на румунський порт Констанца, що на той час був захоплений турецько-болгарськими військами. У ході цієї операції крейсеру доводилося вести боротьбу одночасно з підводними човнами, гідроавіацією та береговими батареями противника. Операцію Михайло Остроградський завершив переможно, без пошкоджень і втрат особового складу, повернувся до Севастополя.
За самовіддану службу та проявлену мужність 90 членів команди крейсера було нагороджено Георгіївськими хрестами та медалями. В листопаді — грудні того ж року крейсер вогнем корабельної артилерії забезпечував висадку десанту в гирлі Дунаю на румунському фронті. Через пошкодження корпусу судна, в період з грудня 1916 по квітень 1917 року, знаходився у Південній бухті Севастополя, де проводився ремонт та модернізація зброї.

## Перший крейсер УНР

### 1917
Події Лютневої революції 1917 року активізували національно-визвольний рух українців. Вже навесні 1917 року майже на всіх кораблях Чорноморського флоту існували українські національні ради. На крейсері «Пам'ять Меркурія» була створена одна з найпотужніших українських організацій. Моряки-українці досить наполегливо вимагали від Центральної Ради рішучих дій по українізації Чорноморського флоту.
Коли на початку жовтня 1917 року чорноморці отримали звістку про українізацію на Балтійському флоті, на відзначення цієї події, за попередньою домовленістю із командуванням флоту, всі кораблі й порти чорноморського флоту на один день прикрасилися українськими стягами, водночас просигналивши прапорами «Хай живе вільна Україна». Українці Севастополя влаштували на честь цього багатотисячну урочисту ходу та парад біля пам'ятника адміралу Нахімову.
Проголошення III Універсалу Центральної Ради про автономію України послужило головною причиною для переходу на сторону української влади декількох великих воєнних кораблів. Найбільш відомими і значущими для українського флоту стали листопадові події на крейсері «Пам'ять Меркурія».

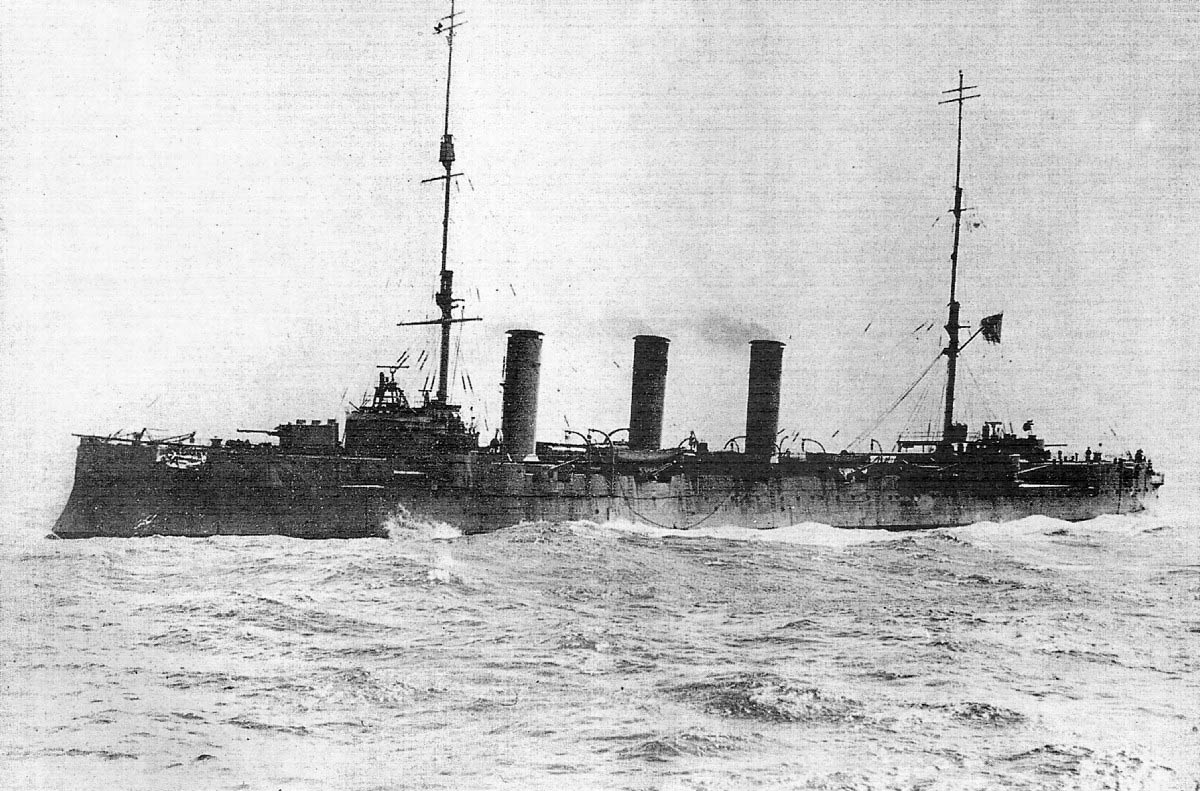
Крейсер «Память Меркурия»

12 листопада, невдовзі по проголошенню III Універсалу, на крейсері «Пам'ять Меркурія», де більшість становили саме українці, замість Андріївського Георгіївського прапора було піднесено український. Але близько 200 матросів-росіян ще за день до того, знаючи про такі наміри українців, запротестували проти таких дій і покинули корабель. Командуючому флоту матроси російської національності одразу ж передали прохання підняти Андріївський прапор на одному з крейсерів, що тоді добудовувався на Миколаївському заводі. Офіційна телефонограма до штабу командуючого флотом від 11 листопада 1917 р. голосила:

«Судовий комітет крейсера „Пам'ять Меркурія“ повідомляє: завтра, 12 листопада, о 8 годині ранку замість кормового Андріївського прапору українцями вирішено підняти українського національного прапора. Великороси і не співчуваючі підйому українського прапора, через непримиренність двох сторін в числі 200 чоловік вирішили з'їхатись в екіпаж, через що судовий комітет прохає якнайскоріше вирішити питання про укомплектацію крейсера українцями замість тих що покинули корабель, списки останні будуть надіслані додатково».Оригінальний текст (рос.)
«Судовой комитет крейсера «Память Меркурия» сообщает: завтра, 12 ноября, в 8 часов утра вместо кормового Андреевского флага украинцами решено поднять украинский национальный флаг. Великороссы и не сочувствующие подъему украинского флага ввиду непримиримости двух сторон в числе около 200 человек решились съехать в экипаж, из-за чего судовой комитет просит срочным порядком разрешить вопрос об укомплектовании крейсера украинцами вместо ушедших, списки уходящих будут присланы дополнительно».

Севастопольська газета «Русское слово» так повідомляла про тодішні події на крейсері:

«У зв'язку з підняттям на крейсері „Пам'ять Меркурія“ українського прапору, відбувся офіційний вихід з крейсера всіх матросів-неукраїнців, до яких приєдналися всі офіцери. Сталося перенесення єдиного на всьому російському флоті Георгіївського Андріївського прапору, який отримав бриг „Меркурій“ за свої геройські діла з турками та внаслідованого крейсером. До борта крейсера було підведено баржу, на яку перейшли всі великороси і офіцери, за виключенням одного мічмана. Розгорнули Георгіївського прапора, і під звуки музики відійшли на буксирі катера. З'їхали на берег, направилися до казарм. Сцена була велична, матроси і офіцери плакали. По прибуттю на берег, прапор, прострілений ворожими снарядами, був перенесений в Морське зібрання».Оригінальний текст (рос.)
«В связи с поднятием на крейсере «Память Меркурия» украинского флага состоялся официальный уход с крейсера всех матросов-неукраинцев, к которым присоединились все офицеры. Совершилось перенесение единственного во всем русском флоте Георгиевского Андреевского флага, полученного бригом «Меркурий» за геройские дела с турками и унаследованного крейсером. К борту крейсера была подведена баржа, на которую перешли все великороссы и офицеры, за исключением одного мичмана. Развернули Георгиевский флаг и под звуки музыки отчалили на буксире катера. Съехав на берег, направились в казармы. Сцена была потрясающая, матросы и офицеры плакали. По прибытии на берег флаг, простреленный неприятельскими снарядами, был перенесен в Морское собрание».

Після того командир крейсера капітан 2 рангу Терентьєв доніс рапортом, що обов'язки командира крейсера «Пам'ять Меркурия» та майно корабля він здав мічманові-українцю Вадиму Дяченкові. Командувач чорноморського флоту адмірал О. Немітц передав крейсер у розпорядження комісара Центральної Ради капітана другого рангу Євграфа Акімова. Центрофлот одразу після цього визнав його повноваження. Корабель таким чином офіційно став першим українським крейсером сучасності.
14 січня 1918 року Центральна Рада на наполегливу вимогу секретаріату Морських справ УНР ухвалила «Тимчасовий Закон про український державний флот». У законі значилось: «Російський Чорноморський флот… проголошується флотом Української Народної Республіки…» та «Українська Народна Республіка переймає на себе всі зобов'язання російського уряду щодо Чорноморського флоту й щодо утримання флоту й портів». Проте вже на початку 1918 року більшовицькі війська окупували більшу частину України, в тому числі й Крим.
Більшовики ще з листопада розпочали свою активну агітацію, пік якої прийшовся на початок грудня 1917 р. Вкрадлива агітація більшовиків, гасла світової революції, класової боротьби та інтернаціоналу розкололи єдність матросів Чорноморського флоту. Успіхові більшовицької пропаганди сприяла позиція тодішнього командувача флоту адмірала Немітца, який хоч і визнавав Центральну Раду, але восени та зимою 1917 р. почав потроху схилятися до більшовиків.
Така поведінка командувача довела до повної анархії, якою кримські більшовики дуже вдало скористалися. 30 листопада з Маріуполю було отримано телеграму військової ради 24 запасового полку: «Власть переходит в руки большевиков, которые, не считаясь с распоряжением Центральной рады, арестовали полковника, помогают этому матросы „Гневного“, „Пронзительного“ и „Капитана Сакена“. Просим отозвать, которые мешают украинизировать полки, мешают населению. Немедленно выслать на помощь „П. Меркурия“».
17 грудня 1917 р. Ленін заявив Центральній Раді свій ультиматум, який був відкинутий, після чого між Центральною Радою та Радянською Росією почалося відкрите воєнне протистояння. Отримавши звістку про ультиматум та оголошення війни більшовиками, крейсер «Пам'ять Меркурія» одразу надіслав до Києва радіограму: «Ультиматум Леніна — Троцького є грубе посягнення на право Української Народної Республіки. Прохаємо рішуче откинути. Протестуємо проти оголошення братовбивчої війни. Негайно сповіщайте, що нам робити».
У зв'язку з оголошенням війни УНР, обстановка в Севастополі загострювалася з кожним днем. Більшовики готувалися збройним шляхом захопити владу на флоті. 24 грудня 1917 р. більшовики захопили стоячий в Севастополі український дредноут «Воля», на якому, не зважаючи на всі сигнали, телеграми та накази з українського морського відомства, того ж дня був піднятий червоний прапор. Його українська залога була розформована.
В цей же день, останні кораблі воєнні українського флоту, чиї залоги виявилися найстійкішими і не піддалися більшовицькій агітації і, зрештою, так і не підняли червоного прапора — крейсер «Пам'ять Меркурія» та есмінець «Завидний», через загрозу захоплення більшовиками, за наказом українського морського міністерства перемістилися в Одесу, що тоді фактично стала єдиним українським портом.
Але 17 січня 1918 р. збільшовизовані лінкори «Ростислав», «Три Святителі» та «Синоп» разом із крейсером «Алмаз» прибули з Севастополя в Одесу, та заявили українським кораблям свій ультиматум, після чого останні, перед націленими на них більшовицькими гарматами, змушені були спочатку заявити свій нейтралітет, а потім здатися. Через кілька днів, після жорстоких вуличних боїв між червоною гвардією та юнкерсько-гайдамацькими частинами Центральної Ради, Одеса остаточно опинилася під контролем більшовиків.

### 1918

Крейсер «Гетьман Іван Мазепа» (1918)

Уклавши в лютому мир із Центральними державами та заручившись їх військовою підтримкою, вже цілком незалежна УНР разом із своїми новими союзниками повела наступ проти більшовиків. Територія України поступово звільнялася, згодом з'явилася можливість відновити діяльність флоту.
Тікаючи з Одеси, більшовики вивели в Севастополь захоплені ними в січневих боях крейсер «Пам'ять Меркурія» та есмінець «Завидний», також вони забрали із собою канонірський човен Дунайської флотилії «Терець», 4 бронекатери та деякі з транспортних суден.
У квітні 1918 року в Севастополі відбулося два антибільшовицьких повстання, активну участь у яких брали моряки з кораблів Чорноморського флоту. Н. А. Монастирьов згадував: «Події останніх днів сильно змінили матросів. Вони зрозуміли, що їхні так звані „народні вожді“ втекли з награбованими грошима та коштовностями, кинувши ошуканих моряків на свавільство долі. Матроси почали розуміти, що пішли за боягузами та покидьками вбивати своїх командирів, які всі роки війни першими йшли назустріч небезпеці. Як діти, що нашкодили, дивились тепер матроси на своїх офіцерів, очікуючи, що ті знайдуть вихід з того глухого кута, куди їх завели „революційні вожді“».
І на флоті, як зазначає С. Шрамченко, таким чином знову почала потроху встановлюватися стара військова дисципліна. В середині квітня на чолі флоту постають капітан першого рангу Михайло Остроградський (свідомий українець, член Української Чорноморської Общини, нащадок гетьмана Данила Апостола) та адмірал Михайло Саблін (росіянин, невдовзі до того був випущений з тюрми, куди потрапив під час перебування більшовиків в Севастополі).
Тим часом українці та моряки з Чорноморської Общини, відчуваючи послаблення більшовицького гніту, нарешті почали діяти сміливіше. В місті, що звільнялося від більшовиків, знову почав потроху заводитися український лад. В Севастополі знову з'явилася українська агітація, а деінде, в місті, та навіть на деяких кораблях, попри всі перешкоди знову були підняті жовто-сині прапори. Над першим українським крейсером «Пам'ять Меркурія», що був в січні захоплений більшовиками, та над деякими іншими кораблями в двадцятих числах квітня знову появився український стяг.
Наприкінці квітня, коли до півострова наблизилися загони Запорізької дивізії армії УНР під командою полковника Петра Болбочана та війська німецько-австрійських союзників, керівництво Радянської Росії зажадало від командувача флоту Михайла Сабліна вивести всі кораблі до Новоросійська.
Проте, 29 квітня 1918 року відповідно до наказу командувача ЧФ майже всі кораблі та установи флоту підняли український прапор. Але вже вночі, через провокацію більшовиків частина кораблів вийшла до Новоросійська. Крейсер «Пам'ять Меркурія», як і більшість кораблів флоту залишились у Севастополі під українськими прапорами.
Німці розцінили вихід кораблів до Новоросійська, як порушення Берестейського мирного договору та оголосили екіпажі кораблів тимчасово полоненими. Деякий час крейсер використовувався як казарми для німецьких військ.
10 червня 1918 року на посаду представника Гетьмана України в Криму і Севастополі Павло Скоропадський призначив контрадмірала В'ячеслава Клочковського, який поступово залагодив конфлікт з німецьким командуванням. На крейсері знов підняли український прапор. Крок за кроком весь особовий склад флоту зарахували на українську службу. Влітку 1918 року український флот складався з трьох бригад лінійних кораблів, бригади крейсерів, трьох бригад гідрокрейсерів, дивізії міноносців, бригади підводних човнів та інших кораблів.
Восени розпочалася зміна назв військових кораблів на українському флоту. 17 вересня 1918 року першим було перейменовано канонірський човен «Кубанец», який дістав нову назву «Запорожець». Згодом бронепалубний крейсер «Пам'ять Меркурія» перейменовано на «Гетьман Іван Мазепа».
Проте вже наприкінці листопада 1918 року в Києві починається антигетьманський переворот, а війська Антанти окуповують південь України та захоплюють більшість кораблів Чорноморського флоту Української Держави. Командувач Українського флоту контрадмірал В'ячеслав Клочковский намагався провести перемовини з союзниками, але англійське та французьке командування поставилося до флоту, як до власної здобичі.

### 1919—1920
Під час відступу військ Антанти з Криму крейсер «Гетьман Іван Мазепа» був пошкоджений. Перш ніж залишити Чорне море, інтервенти підірвали гармати севастопольської фортеці, машини на багатьох бойових кораблях, спалили у льохах фортеці й на складі порох, потопили 11 підводних човнів (у тому числі три недобудовані). Загинула вся друга бригада лінійних кораблів українського флоту: панцерники «Св. Євстафій», «Св. Іван Златоуст» та «Борець за свободу». Розгромивши все, що було можливо, моряки Антанти вивели з собою у Мармурове море лінкор «Воля», два крейсери, шість есмінців, три підводних човни.
29 квітня 1919 року, під час окупації більшовиками Криму, був захоплений частинами червоного Українського фронту та увійшов до складу Червоного флоту УСРР. Але вже 24 червня був відбитий військами Добровольчої армії.
З окупацією Криму білогвардійцями, крейсеру, з цілком зрозумілих причин, було повернуто старе ім'я. Проте, у листопаді 1920 року, під час евакуації військ генерала Врангеля, через поганий стан механізмів та корпусу він був повністю виведений із ладу та залишений у Севастополі.

## Епоха «Комінтерну»
З остаточною окупацією більшовиками Севастополя крейсер увійшов до складу РККФ.
6 травня 1922 року спеціальна комісія Реввоєнсовєту флоту ухвалила відремонтувати корабель. Для ремонту машин та механізмів були використані деталі з однотипних кораблів: балтійського крейсера «Богатир» та панцерників «Св. Евстафій» и «Св. Іоан Златоуст».
31 грудня 1922 року крейсер отримав нове ім'я — «Комінтерн». Офіційно введений до складу Червоного флоту 8 вересня 1923 року.
В 1924—1925 роках «Комінтерн» брав участь в загальнофлотських маневрах, був флагманським кораблем начальника Морських сил Чорного моря.
В 1925 році (на відзначення 20-річчя революції 1905 року) виконував роль панцерника «Потьомкін» у пропагандистському фільмі Сергія Ейзенштейна.
В 1931 році переводиться у розряд навчальних кораблів.
Початок Другої світової війни зустрів у ранзі мінного загороджувача. Брав участь у бойових діях у районі Севастополя, Одеси, Феодосії, Новоросійська. В 1942 році, під час нальоту німецької авіації, був пошкоджений авіабомбою. У вересні, за наказом командування, «Комінтерн» роззброїли. Зняті з корабля гармати встановили на береговій лінії поблизу Туапсе.
Сам крейсер 10 жовтня 1942 року було посаджено на мілину в усті річки Хобі, на північ від Поті. На палубі підтопленого крейсера була встановлена артилерійська батарея та обладнано спостережний пункт. Через пів року «Комінтерн» офіційно було виключено з реєстру Радянського ВМФ.